# قناص AWM
قنّاص AWM هي بندقية قنّاصة مصنعة من قبل شركة اكيوريسي انترناشونال (Accuracy International) والـ AWM تقف لـ (Arctic Warfare Magnum).